# Spytkowo
Spytkowo (niem. Spiergsten, 1938–1945 Spirgsten) – wieś w Polsce położona w województwie warmińsko-mazurskim, w powiecie giżyckim, w gminie Giżycko.
| SIMC    | Nazwa     | Rodzaj    |
| ------- | --------- | --------- |
| 0758139 | Bożykowo  | część wsi |
| 0758145 | Jegliniec | część wsi |

W latach 1975–1998 miejscowość administracyjnie należała do województwa suwalskiego.